# Jérôme Diamant-Berger
Jérôme Diamant-Berger (París, 25 de setembre de 1950) és un guionista, director i productor de cinema francès. És net del cineasta Henri Diamant-Berger (1895-1972) i nebot del poeta Jean-Claude Diamant-Berger (1920-1944).

## Biografia
A partir de la dècada de 1970, va escriure, produir i dirigir diversos curtmetratges i llargmetratges, ficció i documentals, per a televisió i cinema.
En col·laboració amb Dimitri Davidenko el desembre de 1973, va implementar el Super 8 Film Festival al theatre Ranelagh de París, un esdeveniment que va renovar també a l'Espace Cardin a París, després a Nova York.
El 1985, va crear el càrrec de director d'efectes especials per a Christian Guillon al seu primer llargmetratge, L'Unique, amb Julia Migenes, Charles Denner i Sami Frey. Per primera vegada a França, aquesta pel·lícula inclou imatges en 3D generades per ordinador produïdes amb l'ajuda de Sogitec, filial de Dassault Aviation. Va reiterar l'any 1993 amb el llargmetratge La Légende que és una adaptació contemporània lliure de la novel·la Le Golem de Gustav Meyrink, que produeix, dirigeix i distribueix.
Entre 1995 i 2010, mentre escrivia guions per a llargmetratges, es va dedicar a dirigir una desena de documentals, en particular sobre Alexandre Dumas, la restauració del cinema mut, entre els quals: Els tres mosqueters realitzat el 1921 pel seu avi Henri Diamant-Berger, sobre el naturalista Jean-Henri Fabre o sobre la història de l'estudi Pathé Albatros de Montreuil. El 2011, va tornar a la ficció amb un curtmetratge en relleu en 3D Shooting, amb Julie Depardieu evocant el pas de Douglas Fairbanks a París als anys 20.
El 2022, Jérôme Diamant-Berger produeix i dirigeix Béatrice Thiriet, L'Odyssée musicale (85 minuts), un documental sobre la carrera de la compositora Béatrice Thiriet, sovint associat amb les seves pròpies pel·lícules.
Pel que fa a la producció cinematogràfica, Jérôme Diamant-Berger també ha creat dues empreses, respectivament: Happy House Films, activa des de fa onze anys, entre el 14 d'abril de 2010 i el 9 de setembre de 2021, i Le Film d'Art, fundada el 15 d’octubre de 2009; aquest el mateix nom que Film d'Art ffundada el 1908 per Paul Laffitte i represa per Henri Diamant-Berger el 1936.

## Filmografia

### Guionista
- 1986 : L'Unique( Jérôme Diamant-Berger a YouTube Plantilla:Accès limité).
- 1993 : La Légende
- 2011 : Shooting

### Productor
- 1970 : Massaï
- 1980 : Voir naître
- 1981 : L’Amour entre les tours
- 1986 : L'Unique
- 1993 : La Légende
- 1995 : Le Cinéma de grand-père de Liliane de Kermadec.
- 2002 : Les Trois Mousquetaires : l’histoire d’une résurrection 1920-2002
- 2003 : Le Dernier Voyage d’Alexandre Dumas
- 2004 : Everlor
- 2005 : Albatros Debout malgré la tempête
- 2005 : La Musique au cœur de l’image
- 2006 : Le Cinéma des cinéastes,
- 2006 : Sur les pas de Jean-Henri Fabre
- 2010 : Albatros debout malgré la tempête,
- 2011 : Shooting
- 2022 : Béatrice Thiriet, L’Odyssée musicale.[9]

### Director
- 1970 : Massaï
- 1980 : Voir naître
- 1981 : L’Amour entre les tours .
- 1986 : L'Unique
- 1993 : La Légende
- 2002 : Les Trois Mousquetaires : On Tour
- 2002 : Les Trois Mousquetaires : l’histoire d’une résurrection 1920-2002
- 2003 : Le Dernier Voyage d’Alexandre Dumas
- 2004 : Everlor
- 2005 : Albatros debout malgré la tempête
- 2005 : La Musique au cœur de l’image
- 2006 : Le Cinéma des cinéastes
- 2006 : Sur les pas de Jean-Henri Fabre
- 2010 : Albatros debout malgré la tempête,.
- 2011 : Shooting
- 2014 : Clemenceau docuficció amb Michel Bouquet, Béatrice Thiriet, Jean-Noël Jeanneney iMichel Winock.
- 2017 : Rêve au Tuschinski
- 2022 : Béatrice Thiriet, L’Odyssée musicale

## Publicacions
- Jérôme Diamant-Berger i Dimitri Davidenko, Des images plein la tête, éditions J.C. Simoen, 1977, 157 pp.
- Yves Bié i Jérôme Diamant-Berger, Voir naître, éditions Encre, 1979.

## Restauració i edició
- Els tres mosqueters (Les Trois Mousquetaires) : versió restaurada amb so dels 14 episodis de 26 minuts de la pel·lícula de Henri Diamant-Berger de 1921, segons un internegatiu conservat a la Filmoteca. Dissenyat i produït digitalment per Guillaume Diamant-Berger i Jérôme Diamant-Berger. Nova banda sonora, música simfònica, composta per Greco Casadesus. Veu en off, narració, de Patrick Préjean. Estrena en DVD, setembre de 2002. Edicions de vídeo TF1. Bonus: descoberta de negatius, restauració, creació de música i veu en off.
- Els tres mosqueters (Les Trois Mousquetaires) : versió sonora i cantada en dues pel·lícules realitzades el 1932 per Henri Diamant-Berger: Les Ferrets de la Reine i  Milady. Estrena en DVD, 2016. Com a extra: Le cinéma de grand-père (llarg documental, 1995, 1h10). Dirigida per: Liliane de Kermandec, produïda i coescrita per Jérôme Diamant-Berger. Entrevista a Blanche Montel, 4 minuts. Fragment de les memòries d'Henri Diamant-Berger. LCJ Edicions i Produccions, 2016.
- Le cinéma d'Henri Diamant-Berger. Llibre de col·leccionista-edició en DVD, presentació de Jérôme Diamant-Berger.. Éditions Blaq Out, 2018 :
  - Llibre Le Cinéma, quelle aventure ! - Memòries d'Henri Diamant-Berger, 288 pàgines.
  - DVD 1 : - 1) Rue de la Paix (llargmetratge inèdit - 1927, 1 hora 27 minuts). Direcció : Henri Diamant-Berger. Música i interpretació : Béatrice Thiriet. 2) Le cinéma de grand-père (documentl, 1995, 1 hora 15 minuts), dirigit per Liliane de Kermandec i coescrit per Jérôme Diamant-Berger.
  - DVD 2 : - Une soirée mondaine - Gonzague - Le Mauvais garçon - Jim Bougne Boxeur - Par habitude - L'affaire de la rue de Lourcine. Sis curts i migmetratges. Direcció : Henri Diamant-Berger. Muúsica i interpretació : Béatrice Thiriet.